# Yoduro de hierro (III)
El yoduro de hierro (III) es un compuesto inorgánico con la fórmula química FeI3 . Es un compuesto termodinámicamente inestable y difícil de preparar. Sin embargo, se ha sintetizado yoduro de hierro (III) en pequeñas cantidades en ausencia de aire y agua. 

## Preparación
El hierro (III) y el yoduro tienden a sufrir una reacción redox en la que el Fe³⁺ se reduce a Fe²⁺ y el I⁻ se oxida a I₂. Esta reacción puede evitarse y el yoduro de hierro(III) puede sintetizarse mediante una reacción fotoquímica. El pentacarbonilo de hierro reacciona con un exceso de yodo en hexano bajo argón, liberando monóxido de carbono y formando el complejo diiodotetracarbonilhierro(II), Fe(CO)₄I₂, en forma de una solución de color rojo claro. 
Fe(CO) 5 + Yo 2 → Fe(CO) 4 Yo 2 + CO
A continuación, este complejo se somete a fotodecarbonilación oxidativa a -20 °C en presencia de yodo y luz actínica. Se deposita una película negra de FeI₃ a medida que se desprende más monóxido de carbono 
Fe(CO)4I2 + ½I2 + hν → FeI3 + 4CO

## Reactividad
El yoduro de hierro (III) es propenso a la descomposición inducida por la luz en yoduro de hierro (II) y yodo.  
FeI3 + hν → FeI2 + ½I2
Los disolventes donantes como el tetrahidrofurano, el acetonitrilo, la piridina y el agua también promueven esta reacción: el yoduro de hierro (III) es extremadamente higroscópico. Es poco soluble en diclorometano. Reacciona con yoduro para formar el ion tetrayodoferrato(III). 
FeI3 + I− → FeI4−
El yoduro de hierro (III) sufre intercambio de ligando o metátesis con ciertos cloruros de alquilo para formar reversiblemente cloruro de hierro (III) y los yoduros de alquilo correspondientes. 
FeI3 + 3 RCl ⇌ FeCl3 + 3 RI
Los aductos de FeI₃ son bien conocidos. Por ejemplo, se puede preparar un complejo naranja a partir de FeI₂ e I₂ en presencia de tiourea. El polvo de hierro reacciona con proligandos que contienen yodo para dar también aductos de yoduro férrico.